# Годовский сельский совет (Зборовский район)
Годовский сельский совет (укр. Годівська сільська рада) — входит в состав Зборовского района Тернопольской области Украины.
Административный центр сельского совета находится в с. Годов.

## История
- 1939 — дата образования.

## Населённые пункты совета
- с. Годов
- с. Йосиповка
- с. Цецовка